# Улиткино (Вологодская область)
Улиткино — упразднённая в 2020 году деревня Вологодской области.
Входила в состав Усть-Алексеевского сельского поселения, с точки зрения административно-территориального деления — в Усть-Алексеевский сельсовет.
Расстояние по автодороге до районного центра Великого Устюга — 61,5 км, до центра муниципального образования Усть-Алексеево — 9,5 км.
По данным переписи в 2002 году постоянного населения не было.